# Jazirat Xarik
Jazirat Xarik (Península de Cap Bon) és una península de Tunísia entre la badia de La Goulette i la badia d'Hammamet. Té uns 600 km² i acaba al Cap Bon (Ras Maddar). Va formar una governació el 21 de juny de 1956 amb el nom de governació de Cap Bon, amb capital a Grombalia. Les ciutats principals són Hammamet, Nabeul (capital provincial actual després de 1964) i Grombalia.
El seu nom deriva de Xarik al-Absí, oficial de l'exèrcit musulmà que va conquerir Ifríqiya sota comandament d'Abd-Al·lah ibn Sad ibn Abi-Sarh (647-649), que fou enviat a la zona després de la batalla de Sbeïtla (Sufetula) i en fou designat governador. La regió fou evacuada el 649 i els romans d'Orient des de Cartago la van reconquerir. Abu-l-Muhàjir Dinar la va conquistar per segona vegada entre 675 i 681. El 1148 fou ocupada pels normands de Sicília i hi van restar fins al 1160 quan va ser conquerida pels almohades. A la segona meitat del segle xii fou ocupada pels Banu Ghàniya mallorquins. Amb la invasió hilaliana fou territori dels Banu Dalaj, branca dels Banu Hilal. Al segle xiv tant la península com illes properes (Kawsara o Pantelleria, Quèrquens i Gerba foren nius de pirates.